# Streonus tenebrosus
Streonus tenebrosus är en insektsart som beskrevs av Capener 1954. Streonus tenebrosus ingår i släktet Streonus och familjen hornstritar. Inga underarter finns listade i Catalogue of Life.